# Memex

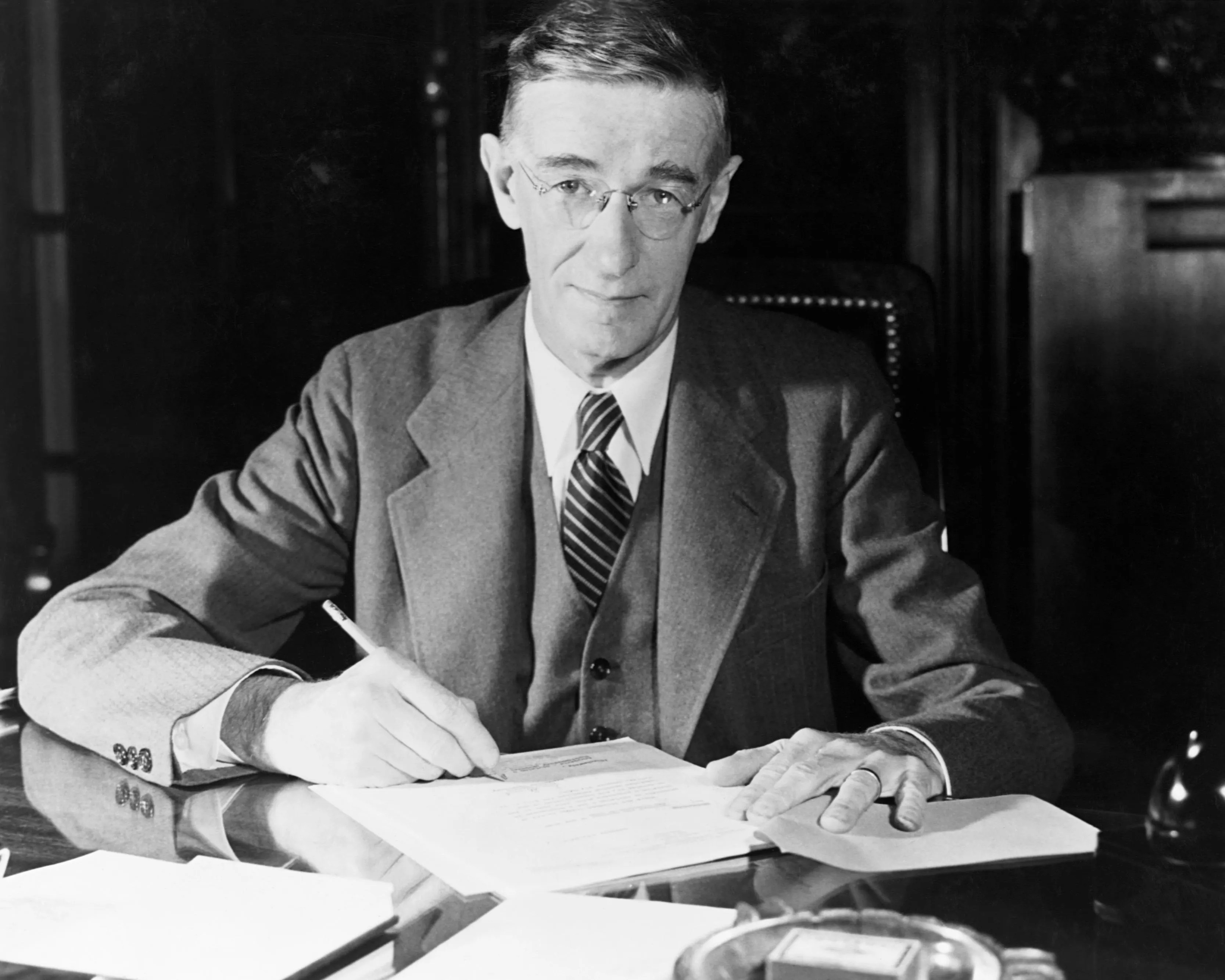
Cientista americano Vannevar Bush.

O Memex (amálgama de memory + index) foi uma máquina visionária imaginada para auxiliar a memória e guardar conhecimentos. O cientista americano Vannevar Bush anunciou-a em 1945, no célebre artigo intitulado As We May Think. A partir da ideia de que a soma dos conhecimentos aumentava em um ritmo prodigioso, e não encontrava contrapartida em relação à evolução dos meios de armazenamento e acesso aos dados. Observando o funcionamento da mente humana, segundo ele, operando sempre por meio de associações, Bush imaginou e descreveu de maneira detalhada uma máquina capaz de estocar montanhas de informação, para posterior e rápida recuperação. Tal engenho, concebido para suprir as "falhas da memória humana" através de recursos mecânicos, é considerado o precursor do conceito de hipertexto.

## Trilhas Associativas
No modelo idealizado por Bush, diversas associações podem ser feitas à mesma palavra ou ideia. Informações disponíveis são aproximadas, formando trilhas de associação. A inspiração do processo seria a própria mente humana "pula de uma representação para outra ao longo de uma rede intrincada, desenha trilhas que se bifurcam, tece uma trama infinitamente mais complicada do que os bancos de dados de hoje ou os sistemas de informação de fichas perfuradas existentes em 1945". 
O Memex permitiria ao leitor acrescentar notas e comentários pessoais ao texto. Esse modelo serviu de base para a criação do Co-link, programa que permite que qualquer usuário anexe caminhos diferentes em um mesmo link. Cada vez que o usuário clicasse em uma palavra de seu interesse, todos os assuntos referentes a esse tema que foram acrescidos por terceiros apareceriam-lhe em uma lista. Só então o usuário decidiria qual das abordagens para o mesmo assunto lhe interessava. Assim, uma imensa rede de armazenamento se cria em volta de palavras-chave.

## Programa Memex da DARPA
Inspirado pelo dispositivo hipotético de Bush em seu artigo de 1945 a Defense Advanced Research Projects Agency lançou um programa chamado Memex em 2014 para combater o crime de tráfico humano na dark web. A DARPA mais tarde distribuiu as tecnologias de inteligencia artificial de busca como um software open source. Em 2016 o programa Memex da DARPA recebeu o Presidential Award for Extraordinary Efforts to Combat Trafficking in Persons por desenvolver a tecnologia anti tráfico. Dezenas de agencias de segurança ao redor do mundo usam o software Memex para conduzir investigações.